# Toyota TF101
Vous lisez un « article de qualité » labellisé en 2019.
Chronologie des modèles (2002)
Toyota TF102
La Toyota TF101 est un prototype de monoplace de Formule 1 conçu en 2001 par Jean-Claude Martens et André de Cortanze pour l'écurie japonaise Toyota F1 Team. Elle est testée par l'Écossais Allan McNish et le Finlandais Mika Salo en vue de préparer la venue du constructeur nippon lors du championnat du monde de Formule 1 2002. La TF101, d'abord nommée AM01 en interne, est propulsée par un moteur V10 Toyota et équipée de pneumatiques Michelin.
La TF101 est développée et construite par le personnel de Toyota Motorsport basé à Cologne, en Allemagne, sur une période de dix-neuf mois dans le but de préparer le championnat du monde de Formule 1 2002. Les pilotes Allan McNish et Mika Salo effectuent, entre mars et novembre 2001, un programme d'essais intensif, réalisant un total de 3 000 tours et 20 967 kilomètres sur dix circuits accueillant une manche du championnat du monde de Formule 1. Des essais ont aussi eu lieu sur le circuit Paul-Ricard qui sert de base à l'écurie.
En mai 2001, André de Cortanze, le directeur technique de Toyota, quitte l'équipe à cause des problèmes de manque de performance de la TF101, et est remplacé par l'Autrichien Gustav Brunner en provenance de la Scuderia Minardi. Malgré les améliorations apportées à la monoplace, notamment de nouvelles spécifications moteur et de nouvelles pièces aérodynamiques, la TF101 s'avère être une monoplace lente qui, si elle avait été engagée en Grand Prix, aurait rarement réussi à se qualifier pour la course.

## Contexte et développement

### Des projets pour motoriser une écurie de Formule 1
Les liens entre Toyota et la Formule 1 se tissent dès 1992, lorsque TOM'S, une entreprise japonaise spécialisée dans la préparation des voitures de courses Toyota, engage l'ingénieur John Barnard pour concevoir une monoplace de Formule 1, dans l'espoir que le constructeur nippon soutiendrait le projet lorsque la voiture serait prête, notamment en fournissant un moteur V10. Or, les bons résultats obtenus en championnat du monde des voitures de sport poussent Toyota à ne pas soutenir ce projet. Barnard rejoint alors la Scuderia Ferrari et l'ingénieur Frank Coppuck est finalement chargé d'achever la monoplace, dotée d'un moteur V8 Ford-Cosworth HB de 700 chevaux,,.
À la fin de l'année 1996, Toyota, alors engagée en championnat du monde des rallyes et préparant son arrivée aux 24 Heures du Mans 1998, annonce son intention de s'engager en Formule 1 en tant que motoriste d'ici 2000. L'objectif est double : d'un point de vue commercial, Toyota souhaite se servir de la Formule 1 pour affirmer son développement à l'international, puisque les restrictions commerciales concernant l'automobile dans l'Union européenne seront levées en 2000 et que Toyota prévoit d'implanter une usine automobile à Valenciennes ; sportivement, l'entreprise souhaite profiter du retrait de Renault, programmé pour la fin de la saison 1997, pour motoriser une écurie de pointe comme Williams F1 Team, la meilleure écurie du plateau, qui obtient alors un partenariat avec Castrol, qui sponsorise déjà l'équipe Toyota engagée en championnat du monde des rallyes. Enfin, Toyota souhaite concurrencer son rival historique, Honda, qui prévoit également de faire son retour en Formule 1,,. La décision de s'engager en Formule 1 est entérinée au printemps 1998,.

### Vers un engagement en tant que constructeur

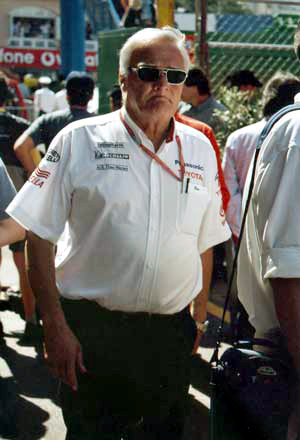
Ove Andersson (ici en 2002), directeur de Toyota Motorsport depuis sa fondation dans les années 1970, est chargé de préparer l'arrivée du constructeur japonais en Formule 1.

Dans le courant de l'année 1998, des ingénieurs de Toyota Team Europe (qui engage la Toyota GT-One au Mans) visitent l'usine du motoriste Judd, en Angleterre, alors que l'écurie Sauber, via son partenaire principal, Petronas, se rapproche du constructeur nippon dans l'optique d'une fourniture en moteurs, voire d'une entrée dans le capital de l'écurie suisse ou même d'un rachat. En janvier 1999, Hiroshi Okuda, le PDG de Toyota, annonce l'arrivée de son entreprise en Formule 1, en tant que constructeur et motoriste, pour 2002 ou 2003, dans le but de rajeunir l'image de Toyota auprès du public notamment en promouvant « le plaisir de conduire auprès des jeunes ». Les dirigeants japonais annoncent s'engager en Formule 1 pour au moins dix ans. Financièrement, l'investissement consenti par Toyota pour mener à bien sa campagne en Formule 1 est le plus important jamais engagé par un constructeur puisqu'il se monte à un milliard de dollars sur trois ans. La nouvelle structure est placée sous l'égide de Toyota Team Europe, à Cologne, déjà chargée du programme de Toyota en endurance et en rallye et qui a engagé André de Cortanze et l'ingénieur Rene Hilorst. La structure commence également à recruter des ingénieurs pour rejoindre l'écurie de Formule 1. Or, il est prévu que le châssis soit conçu par Toyota Technocraft, une filiale du constructeur basée à Tokyo,.
En avril 1999 des rumeurs affirment que Toyota pourrait racheter l'écurie italienne Benetton Formula : en effet, les Accords Concorde stipulent que seules douze équipes peuvent participer au championnat du monde de Formule 1. Or, l'arrivée de Honda en tant que constructeur, prévue pour 2000, oblige le constructeur japonais à racheter une écurie existante. Rocco Benetton dément toute volonté de revendre son équipe bien qu'il se dise ouvert à la revente d'une partie du capital de l'écurie afin de s'associer avec un grand constructeur dans le cadre d'une fourniture de moteurs.
En juin, Dietrich Mateschitz, le fondateur de l’entreprise de boissons énergisantes Red Bull et actionnaire majoritaire de l'écurie Sauber depuis 1994, annonce être en discussion avec Toyota pour revendre ses parts, estimés à 40 millions de dollars. Toutefois, Peter Sauber, le fondateur de l’équipe, ne souhaite pas vendre ses actions ce qui entrave le souhait du constructeur nippon de contrôler la totalité d'une écurie déjà existante. Finalement, le retrait du projet Honda lui permet de s'engager en Formule 1 à partir d'une feuille blanche,.
En octobre, Toyota annonce la fin immédiate de son programme en championnat du monde des rallyes et en endurance dans l'optique de concentrer toutes ses ressources en Formule 1 pour un engagement en 2001 ou 2002. Toyota Team Europe, qui songe à déménager au Royaume-Uni pour attirer les meilleurs ingénieurs, projette d'utiliser un moteur V10 Yamaha, le temps de développer son propre moteur d'ici 2002. Pour ce faire, Toyota embauche Max de Novelis, en partance d'Ilmor et Luca Marmorini, un ancien ingénieur de la Scuderia Ferrari, tandis que le poste de directeur sportif reviendrait à l'ancien pilote Martin Brundle ou au champion du monde 1996 Damon Hill,,. Fin 1999, Toyota verse une caution de 48 millions de dollars à la FIA pour garantir sa place de douzième écurie inscrite au championnat du monde de Formule 1, une somme que l'écurie doit récupérer en totalité si elle s'engage dès 2001 ou à hauteur de 75 % si elle n'intègre le championnat qu'en 2002, ce qui semble la solution la plus probable puisque Toyota pourrait consacrer l'année 2001 à tester sa monoplace et son moteur,.
Au début de l'an 2000, Toyota entame, à Cologne, la construction de son usine de Formule 1 qui doit accueillir une soufflerie, d'un coût estimé à 125 millions de dollars, permettant d'effectuer des essais aérodynamiques à l'échelle 1/2. Cette soufflerie ne sera opérationnelle, au mieux, qu'au début de l'année 2002, trop tard pour influencer la conception de la monoplace d'essai et de la première monoplace de course. Les observateurs critiquent la décision de Toyota d'installer cette usine en Allemagne alors que les toutes les écuries de pointe ont leur siège au Royaume-Uni, notamment pour profiter des dernières avancées technologiques et des meilleurs ingénieurs qui ne veulent généralement pas travailler sur le continent. Or, depuis sa fondation en 1979, Toyota Team Europe emploie 400 personnes à Cologne, une ville de Rhénanie-du-Nord-Westphalie où de nombreux emplois ont été détruits avec la fin de l'industrie minière et de l'acier. Le fait que Toyota reste à Cologne fait naître les rumeurs selon lesquelles le constructeur nippon bénéficierait de subventions du gouvernement local pour construire son usine, ce qu'elle dément,. En mars, Toyota acquiert 5 % du capital de Yamaha, présent en Formule 1 en tant que motoriste entre 1989 et 1997, pour profiter de son expérience passée dans la discipline. Dans le même temps, un département marketing est ouvert afin de commencer les négociations avec d'éventuels partenaires commerciaux.
Durant l'été 2000, Toyota Motorsport GmbH voit arriver à sa tête Tsutomu Tomita, auparavant chargé des programmes moteur de Toyota en endurance et en rallye,. Toyota recrute également l'ingénieur Norio Aoki, qui a travaillé au développement des moteurs Yamaha entre 1991 et 1997 puis au département moteur de l'écurie Arrows à partir de 1998. Des rumeurs affirment également que Toyota cherche à recruter les ingénieurs de Honda Racing Developments, qui projetait de s'engager en Formule 1 en 2000 ainsi que Steve Nielsen, le directeur sportif d'Arrows, en vain,.
En novembre 2000, des rumeurs affirment que la société américaine Coca-Cola pourrait être le commanditaire principal de Toyota en Formule 1. Malgré le souhait du géant des boissons gazeuses de rejoindre la discipline, le constructeur japonais dément tout projet d'accord commercial avec ce dernier.

## Conception de la monoplace

### Une préparation qui surprend les acteurs de la Formule 1

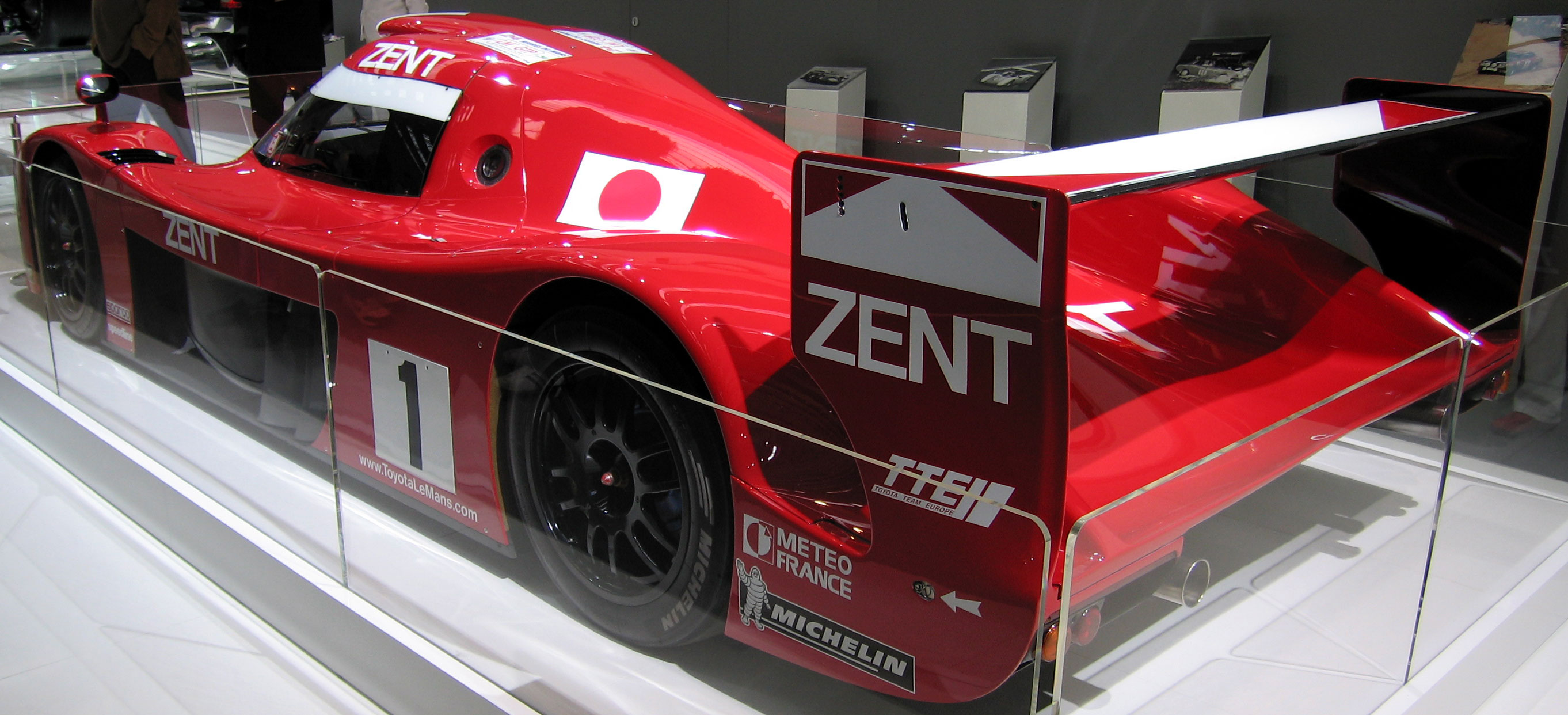
La Toyota GT-One, engagée aux 24 Heures du Mans en 1998 et en 1999, est modifiée pour incorporer les premières pièces de la future TF101.

En juin 2000, Toyota affine ses plans et espère désormais pouvoir concourir dès 2001. L'écurie décide finalement de reporter son arrivée à 2002, préférant profiter de l'année 2001 pour mener des essais avec une monoplace de développement. Cette décision s'explique par le fait que Toyota avait prévu de concevoir un moteur V12 pour propulser la TF101, or la FIA modifie le règlement technique de la Formule 1, obligeant toutes les écuries à utiliser un moteur V10 à compter de 2001 et jusqu'en 2005. Ce report d'un an contraint Toyota à perdre 12 de ses 48 millions de dollars de caution versés à la FIA pour son engagement en Formule 1,.
Au moment du recrutement de Mika Salo, Toyota annonce qu'elle s'engage en Formule 1 sous son nom propre et non sous la dénomination Lexus, la marque de luxe du groupe japonais très présente en Europe et en Amérique du Nord mais confidentielle au Japon. L'équipe de course envisage de porter son nombre d'employés à 550 d'ici 2002 et est dirigée par le Corse Ange Pasquali qui, bien qu'inexpérimenté en Formule 1, a travaillé dans les programmes d'endurance et de rallye du constructeur japonais. Pasquali est secondé par Gianfranco Fantuzzi, l'ancien ingénieur de piste d'Ivan Capelli et de Gerhard Berger au sein de la Scuderia Ferrari au début des années 1990, et ancien ingénieur de piste de Luca Badoer et de Gaston Mazzacane chez Minardi en 1999 et 2000,,,.
La TF101, dont le châssis est développé en interne dans la soufflerie de 30 000 mètres carrés de Lola Cars, en Grande-Bretagne, doit alors arborer les couleurs de Toyota, soit le rouge et le blanc, et être présentée au début de l'année 2001 tandis que son moteur V10 de trois litres, conçu par l'ingénieur allemand Norbert Kreyer, passe sur le banc d'essai à Cologne en septembre 2000, sans connaître aucun problème, avant de subir d'autres tests jusqu'à l'arrivée de la TF101,. À ce moment-là, Allan McNish a parcouru 12 000 kilomètres à bord d'une GT-One équipée des futurs composants de la monoplace de Formule 1,. Mais les observateurs et professionnels de la discipline, dont le patron de McLaren Racing, Ron Dennis, déjà interloqués que Toyota n'installe pas son écurie au Royaume-Uni, accordent peu de crédit au projet, tout comme aux essais menés par le pilote britannique,,. Pour Eddie Jordan, le patron de l'écurie Jordan Grand Prix, Toyota « sera sous le choc » à son arrivée en Formule 1 car même si le constructeur a le deuxième effectif le plus important de toutes les écuries du plateau et un budget important, il n'a pas l'expérience des écuries historiques comme Ferrari ou McLaren.
À l'automne 2000, Toyota achète, pour près de 49 millions de dollars, 67 % du capital du circuit japonais du Fuji Speedway. Le constructeur japonais ambitionne d'y organiser le Grand Prix du Japon à partir de 2004. En attendant, le circuit doit servir de piste d'essais pour la TF101, à l'instar de ce que fait la Scuderia Ferrari avec le circuit de Fiorano,.
En février 2001, Toyota signe un partenariat technique avec ExxonMobil qui fournit déjà McLaren en exclusivité depuis 1995. Pour ne pas de créer de différend avec le constructeur britannique, le pétrolier américain soutient Toyota par le biais de sa filiale Esso,.

### Présentation de la monoplace
Le 23 mars, en présence Max Mosley, le président de la FIA, et de Bernie Ecclestone, Toyota présente une TF101 totalement conforme au règlement technique en vigueur de la Formule 1, en France, sur le circuit Paul-Ricard qui doit servir de circuit d'essais à la monoplace. L'écurie bénéficie sur place d'un atelier ultramoderne à destination des ingénieurs afin de perfectionner la TF101 au fil des séances d'essais. Pasquali définit le rôle des pilotes-essayeurs en annonçant que Mika Salo est chargé du développement de la monoplace sur le Paul-Ricard tandis qu'Allan McNish doit essentiellement collecter des données en pilotant la voiture sur d'autres circuits à partir de juillet 2001,,,. Les données de ces essais, tant au niveau des performances de la monoplace que de celui des pilotes essayeurs, sont récoltées à l'aide d'une centaine de capteurs installés sur la monoplace, par les soins de la société EMC Informations System, spécialisée dans l'électronique. Pour Ove Andersson, le directeur de Toyota F1 Team, l'objectif de Toyota est de construire la meilleure voiture possible avant de pouvoir penser à se battre pour le titre de champion du monde des constructeurs.

### Aspects techniques

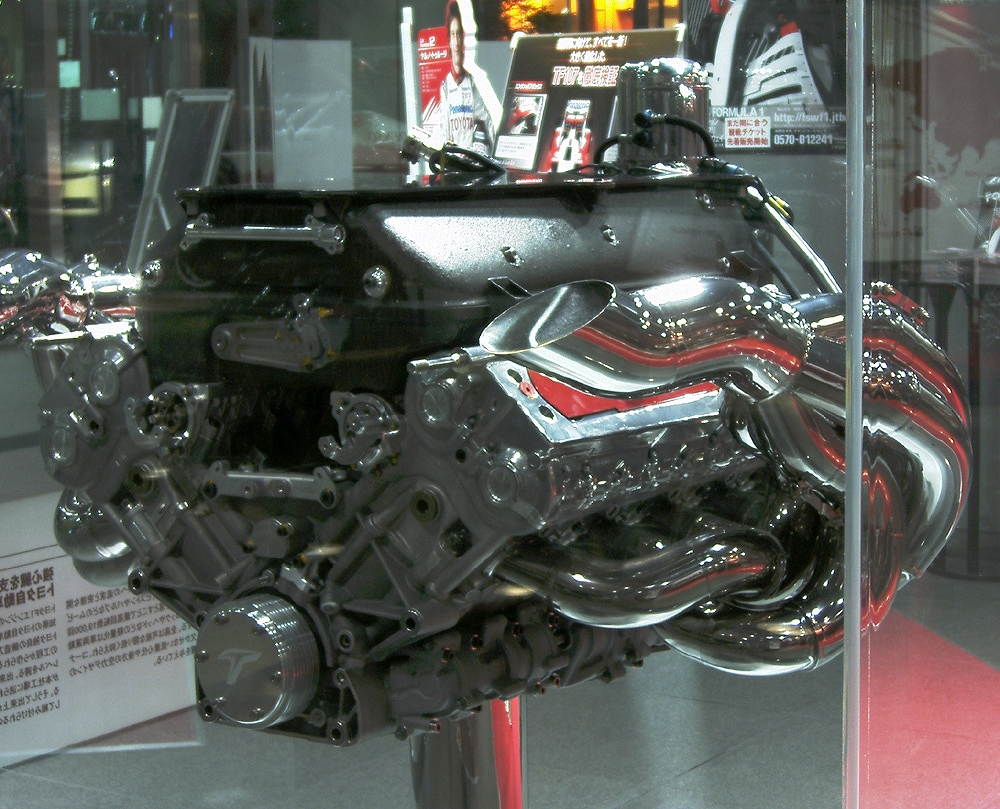
Le moteur V10 de la TF101, le Toyota RVX-01, était à l’origine un moteur à douze cylindres.

La TF101, conçue par André de Cortanze et Jean-Claude Martens, a été construite en dix-neuf mois par les 490 employés de Toyota F1 Team. La monoplace a été testée dans la soufflerie de l'ancienne écurie Lola, le temps que la soufflerie de Toyota soit opérationnelle,,. D'une masse de 600 kilogrammes avec son pilote, et longue de 4 620 mm, la TF101 est dotée d'un châssis monocoque composé d'un mélange de fibre de carbone, d'époxy et d'aramide. Son empattement est de 3 120 mm. La voie avant est de 1 450 mm tandis que la voie arrière est de 1 390 mm,. Trois exemplaires ont été construits : le châssis TF101-S111 est réservé à Allan McNish, tandis que Mika Salo se voit confier le châssis TF101-S112. Enfin, la TF101-S113 sert de châssis de rechange.
À l'origine, la TF101 doit être mue par un moteur V12 qui aurait permis à Toyota de s'engager en Formule 1 dès 2001. En effet, au moment où le constructeur japonais a annoncé son arrivée en Formule 1, la FIA avait annoncé la stabilité du règlement technique, en autorisant l'utilisation de n'importe quel type de moteurs, jusqu'en 2008. Or, la FIA décide de bannir les moteurs V12, obligeant Toyota à développer un moteur V10. La conception de ce nouveau moteur, en partenariat avec la société Mecachrome, a débuté en janvier 2000, et ce dernier a été testé en septembre 2000. La monoplace est donc propulsée par un moteur Toyota RVX-01 de dix cylindres ouvert à 90 degrés, développant une cylindrée de 2 998 cm3. Le capot moteur est très étroit et vertical, ses côtés ayant une largeur inférieur à celle de l'appui-tête du pilote. Les entrées d'air permettant de refroidir le moteur de la TF101 sont fractionnées en deux parties, ce qui est inhabituel pour une monoplace de Formule 1. Le système de refroidissement d'eau est situé à l'avant de cette entrée d'air, tandis que le système de refroidissement de l'huile moteur est placé à l'arrière de la monoplace. L'air ressort par les cheminées situées à l'arrière de la voiture.

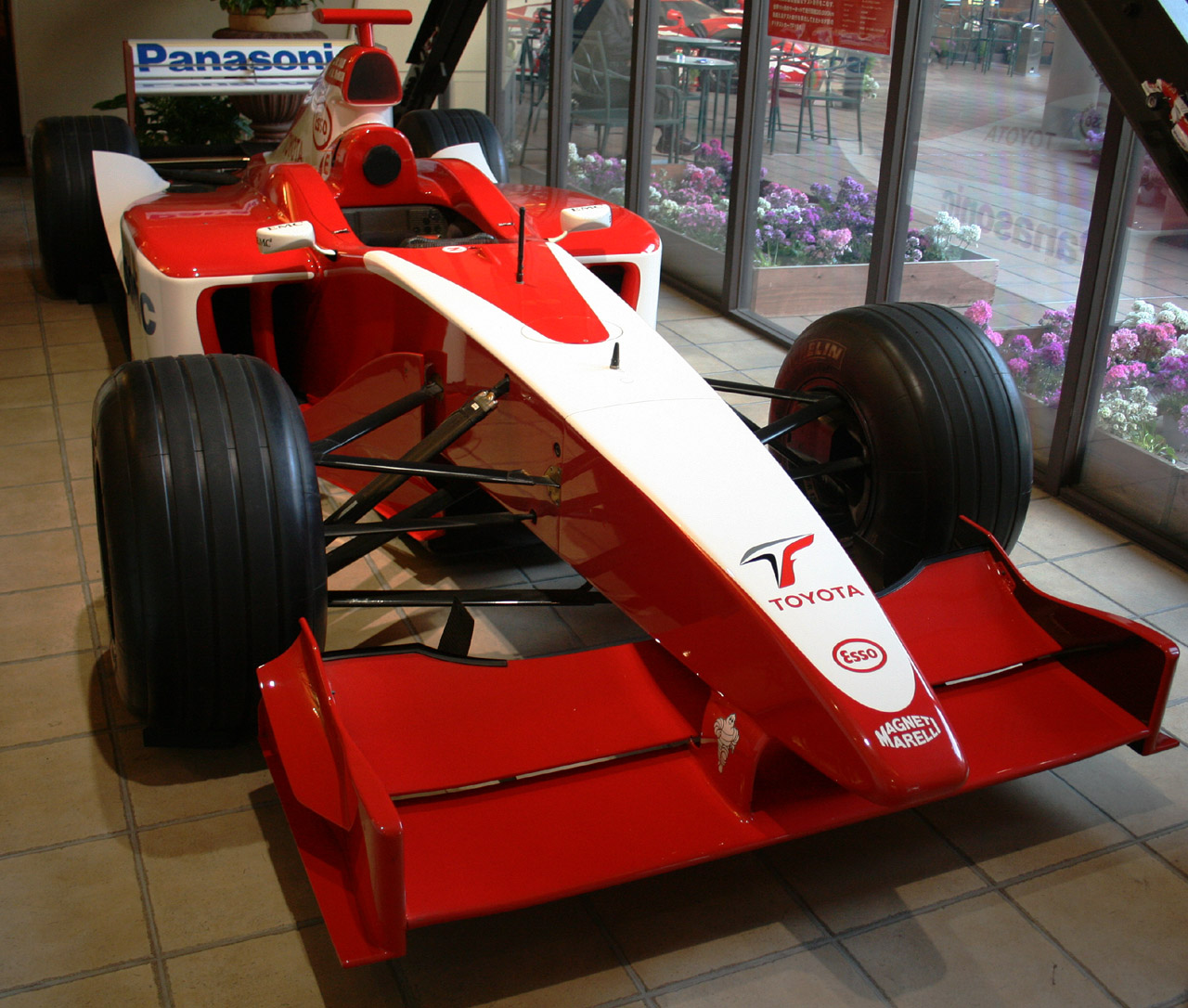
Vue avant de la Toyota TF101.

Norbert Kreyer, qui dirige le département moteur de l'écurie, explique qu'il a d'abord conçu un moteur mono-cylindre, afin de trouver les bonnes dimensions pour les valves et les pistons du moteur V10, mais aussi pour développer efficacement la chambre de combustion du moteur et ainsi ne pas perdre de puissance lors de la combustion du carburant. Enfin, la conception d'un tel moteur a permis d'économiser des fonds, puisque le développement d'un moteur complet est plus onéreux. Le moteur RVX-01, construit et testé à 21 exemplaires, est conçu de telle sorte à ce qu'il puisse endurer l'équivalent de la durée d'une course de Grand Prix.
Toyota développe également en interne une boite de vitesses semi-automatique à six vitesses, couplée à un embrayage à triple plateau conçu par la société Sachs. Les disques de frein en carbone sont conçus par Brembo et Alcon, tandis que les pneumatiques sont fournies par Michelin, qui fait son retour en Formule 1 après 16 ans d'absence. Les roues sont fournies par BBS et les composants électroniques par Magneti Marelli.
Les suspensions de la TF101 adoptent une structure classique, avec des triangles supérieurs moulés en fibre de carbone, dotés de fixations flexibles aux extrémités intérieures et montés sur le châssis avec des chapes en alliage de grande dimension, afin de permettre de nombreux changements de géométrie pour optimiser les performances des suspensions de la monoplace. Enfin, la TF101 se distingue par ses roues arrière, qui diffèrent de celles des autres monoplaces : en effet, le centre des roues est à une quinzaine de centimètres de l'extrémité des roues, ce qui facilite la sortie du flux d'air et permet de monter des biellettes de suspensions plus longues.

## Choix des pilotes

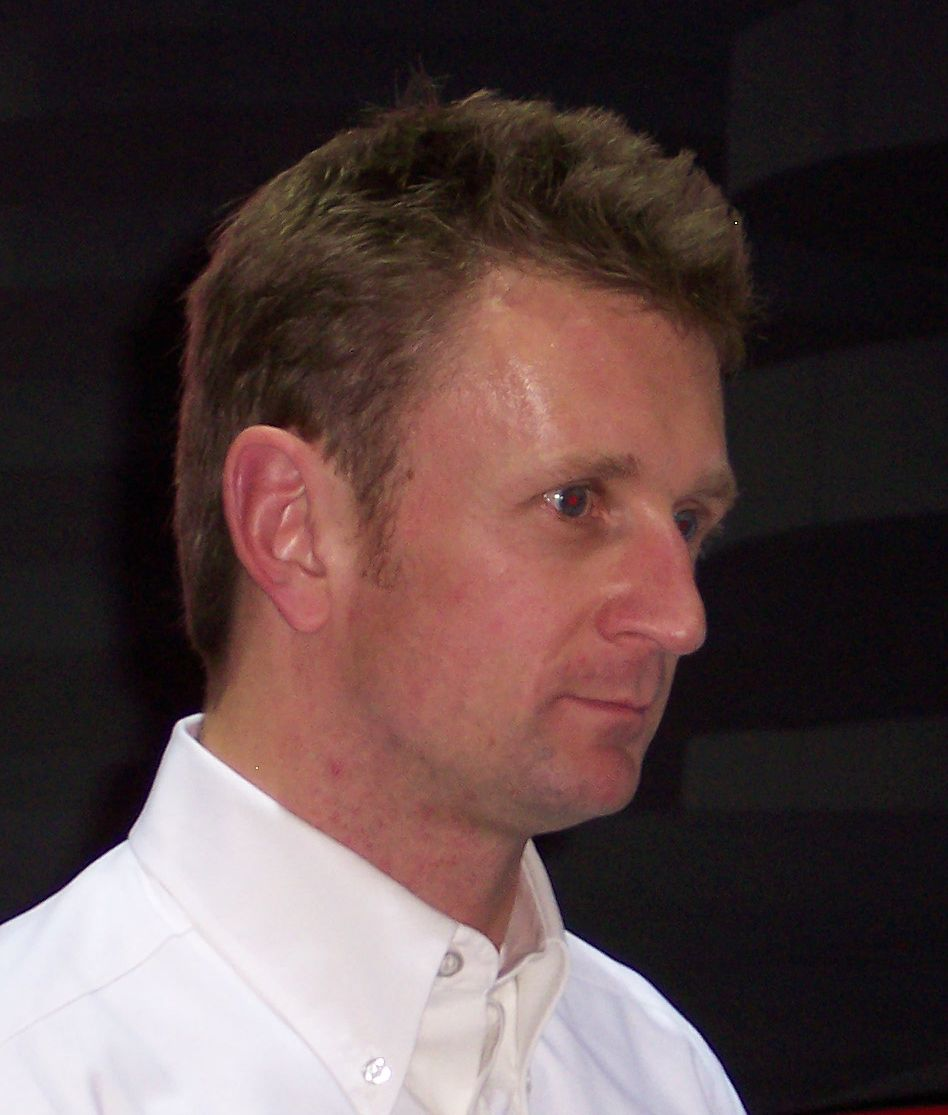
Allan McNish (ici en 2006) est le premier pilote recruté par Toyota pour tester la TF101 et participer au championnat du monde en 2002.

Dès avril 2000, l'Écossais Allan McNish, qui a piloté pour Toyota en endurance au volant de la GT-One lors des 24 Heures du Mans 1999, est recruté comme pilote-essayeur pour mettre au point et développer la monoplace qui doit être testée par l'écurie japonaise en 2001 et la piloter en championnat en 2002. McNish a déjà une expérience en Formule 1 puisqu'il a été pilote d'essais pour McLaren Racing entre 1990 et 1992 puis pour Benetton Formula de 1993 à 1996. L'Écossais a également préparé l'arrivée de Lola en Formule 1 en testant, en 1995, la monoplace d'essai Lola T95/30. Dès son recrutement, McNish essaie à Monza une GT-One modifiée incorporant des pièces de la future TF101. À l'automne 2000, des rumeurs annoncent que le Japonais Toranosuke Takagi, ancien pilote de Formule 1 pour Tyrrell Racing puis Arrows en 1998 et 1999, pourrait tester la TF101 puis être titularisé en 2002 en raison de ses liens avec Toyota qui motorise son écurie dans le championnat CART. Toutefois, McNish malgré son âge avancé (il a alors 32 ans) et le fait qu'il n'a jamais pris part à un seul Grand Prix, assure que le constructeur japonais lui a promis un volant de titulaire s'il obtient de bons résultats lors son année de préparation,.
En mai 2000, certains annoncent que le Colombien Juan Pablo Montoya, pilote dans le championnat américain CART pour le compte de Chip Ganassi Racing, pourrait rejoindre Toyota en tant que deuxième pilote. Ces rumeurs se fondent sur le fait que Toyota fournit les moteurs et entretient de bonnes relations avec cette équipe. Toutefois, Montoya est déjà engagé avec Williams F1 Team, qui projette de le titulariser en Formule 1 dès 2001 et Frank Williams, le dirigeant de l'écurie britannique, s'oppose à un transfert arguant que Toyota doit négocier avec lui pour s'assurer les services du Colombien,.

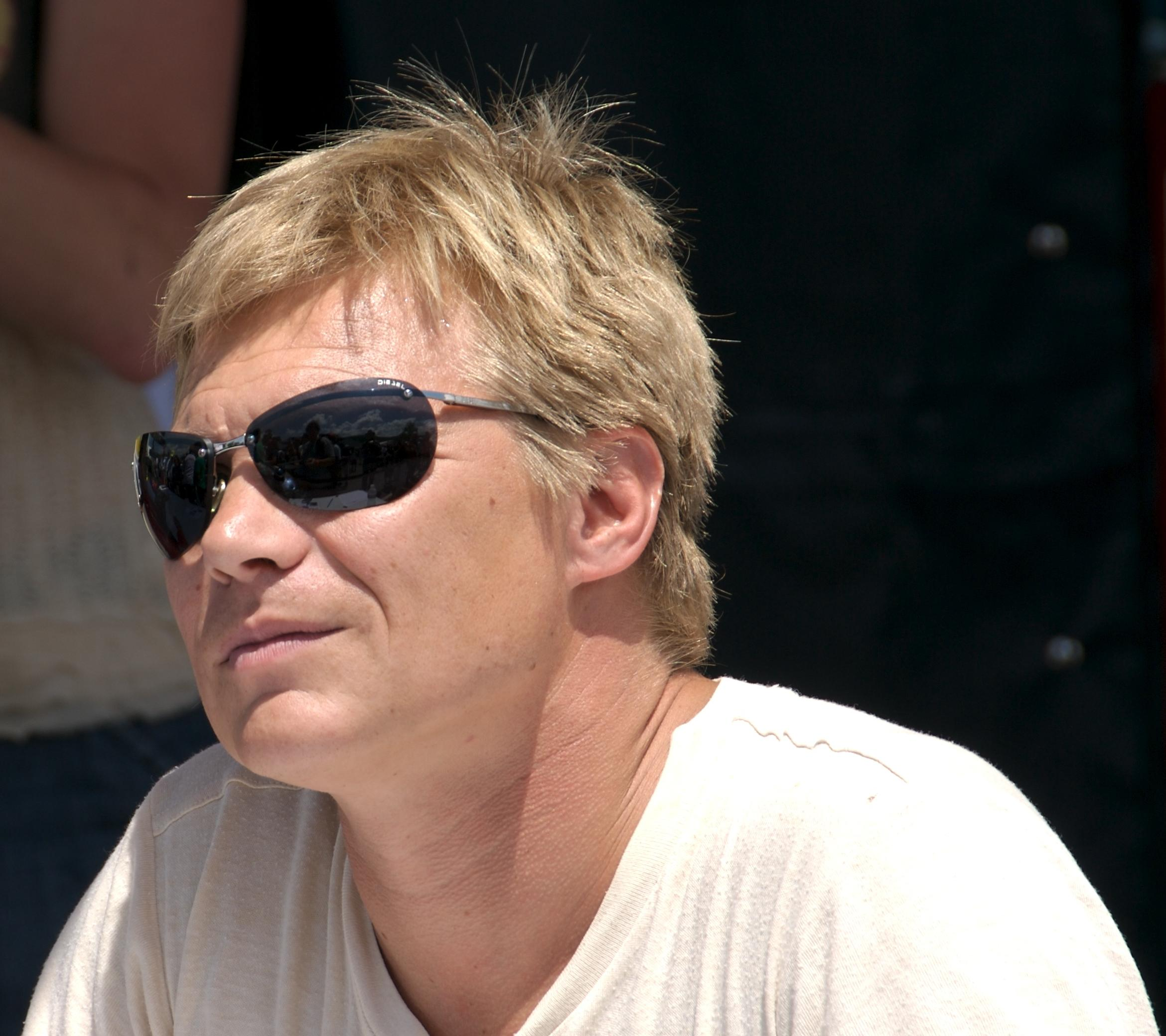
Mika Salo (ici en 2007), présent en Formule 1 depuis 1994, est choisi pour épauler McNish.

En juin 2000, le Finlandais Mika Salo, pourtant engagé chez Sauber jusqu'à fin 2001, est pressenti pour épauler Allan McNish. Cette connexion avec Toyota serait permise par son agent, Mike Greasley, qui gère la carrière de nombreux pilotes de rallye et qui est proche d'Ove Andersson, ancien pilote de rallye pour Toyota dans les années 1970 puis directeur de Toyota Team Europe depuis sa fondation en 1979,. En outre, une clause de performance stipule que Salo peut quitter Sauber à la fin de la saison 2000 si l'écurie suisse n'est pas classée dans les six premiers du championnat du monde des constructeurs d'ici le mois d'août,. Salo affirme néanmoins vouloir rester avec Sauber en 2001, déclarant qu'il ne voit pas pourquoi il « ferait des essais avec Toyota pendant un an », bien qu'il admette que « les contrats actuels ne valent pas grand chose ».
Début août 2000, de nouvelles rumeurs prétendent que l’Autrichien Alexander Wurz, présent en Formule 1 depuis 1997 avec Benetton Formula et réputé pour ses bonnes connaissances techniques, pourrait rejoindre Toyota en 2001. Quelques jours plus tard, Mika Salo puis Sauber annoncent, une journée avant la déclaration officielle de Toyota, que le Finlandais quitte l'écurie suisse à la fin de la saison 2000, cette dernière n'ayant pas respecté sa clause de performance. Salo est ainsi recruté par Toyota ; son contrat prévoit un poste de pilote-essayeur en 2001 puis de titulaire pour deux ans, avant d'intégrer la direction de l'écurie à partir de 2004,,.
Enfin, en février 2001, Toyota annonce la création d'un programme de développement à destination des jeunes pilotes et recrute l'Australien Ryan Briscoe qui rejoint alors le championnat italien de Formule Renault avec le soutien du constructeur japonais. Ce dernier dément également les rumeurs selon lesquelles Briscoe serait le troisième pilote-essayeur de la TF101. En mars, l'Australien est rejoint par le jeune Français de 17 ans Franck Perera, engagé en karting.

## La Toyota TF101 lors des essais de développement

### Des préoccupations liées à la lenteur de la monoplace

#### Des premiers essais difficiles au Paul-Ricard
Deux jours après sa présentation officielle, Mika Salo effectue une première séance d'essais sur le circuit Paul-Ricard mais celle-ci est rapidement avortée : alors que le Finlandais est à pleine vitesse dans la longue ligne droite du circuit, la boîte de vitesses de la monoplace casse ; Salo perd le contrôle de sa voiture et tape le mur du virage Mistral à 240 km/h. Si seul le nez de la TF101 est endommagé, son pilote, indemne mais souffrant de douleurs au dos, est héliporté à l'hôpital de Marseille pour des examens de contrôle puis mis au repos pendant deux semaines,. Allan McNish reprend les tests dès la semaine suivante, bouclant huit tours lors de son premier essai au volant de la TF101. Lors de cette première session de tests, destinée d'abord à vérifier le bon fonctionnement de la voiture puis à mener des premiers tests de performance, le Britannique boucle plus de 200 tours de circuit,. Malgré des débuts compliqués, Salo se dit « vraiment impressionné » par une TF101 qui s'est bien comportée et a pu être améliorée dès les premiers tours.
Dans le même temps, la presse spécialisée italienne et allemande affirme que le triple champion du monde, Michael Schumacher, en contrat avec la Scuderia Ferrari jusqu'à la fin de la saison 2002, suscite les convoitises de Toyota qui souhaiterait s'offrir ses services en lui laissant déterminer son salaire et le choix de ses préparateurs physiques et ses mécaniciens. Schumacher préfère toutefois s'engager à long terme avec l'écurie italienne.
À la fin du mois d'avril, McNish mène la deuxième session d'essais de la TF101 sur le Paul-Ricard, bouclant plus de 1 000 kilomètres bien que gêné par le mistral soufflant sur le circuit, certaines rafales dépassant les 100 km/h. Même s'il n'a jamais été victime de tête-à-queue à cause de ces conditions climatiques, McNish n'a pas pu travailler sur les performances de la voiture en faisant des tours rapides mais a cependant effectué de longs relais. André de Cortanze, le directeur technique de Toyota F1 Team, se félicite du fait que sa monoplace ait parcouru autant de kilomètres depuis son lancement, estimant qu'il s'agit d'une preuve du potentiel de la TF101,.

#### Restructuration à la tête du département technique et inquiétudes au sujet de la préparation de la TF101

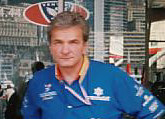
André de Cortanze (ici en 1996) quitte Toyota quelques semaines après la présentation de la TF101, probablement en raison des piètres performances de celle-ci lors des premiers essais.

Quelques jours après ces essais, Toyota annonce le départ de son directeur technique André de Cortanze, remplacé par un collège d'ingénieurs dirigé par Ove Andersson, le patron de l'équipe. Pour les spécialistes, très sceptiques à l'égard de la manière dont est désormais dirigé le département technique de Toyota, ce départ serait lié à une mésentente entre Andersson et de Cortanze ou aux performances de la TF101 lors des premiers essais menés qui laisserait présager de nombreuses difficultés pour Toyota à être compétitive lors de son arrivée en championnat en 2002, alors que l'équipe ne communique pas sur les temps effectués par sa monoplace,,. Andersson déclare que le départ de de Cortanze est lié à son entêtement à s'accrocher à des principes de management dépassés et à son refus de voir son travail supervisé par un nouveau directeur technique disposant des pleins pouvoirs. Plusieurs collaborateurs directs de l'ingénieurs français démissionnent avec lui, notamment Joanna Moss, l'une des seules femmes ingénieurs en activité en Formule 1.
Une semaine après le départ d'André de Cortanze, Gustav Brunner, alors directeur technique de la Scuderia Minardi et en contact avec Andersson depuis déjà quatre mois, est recruté et placé à la tête du département technique de Toyota F1 Team ; il est chargé de mener les essais de la TF101 et de concevoir la monoplace engagée au championnat du monde de Formule 1 en 2002 avec un salaire annuel de 3 millions de dollars,,,. Le recrutement de Brunner, qui a auparavant travaillé pour ATS, Rial Racing, Zakspeed, Leyton House Racing et Ferrari, est perçu comme une prise de conscience des dirigeants de Toyota que la direction collégiale du département technique ne serait pas efficace pour préparer son entrée en Formule 1 : les spécialistes de la discipline estiment que Toyota pourrait alors se préparer à lutter en milieu de peloton dès sa première année grâce à son budget, ses pilotes et ses installations,. Paul Stoddart, le propriétaire de Minardi, menace Toyota et Brunner de poursuites judiciaires pour obtenir le versement de dommages et intérêts, arguant que l'ingénieur autrichien est sous contrat avec l'écurie italienne jusqu'en 2003. Toyota réplique, par le biais de ses avocats, qu'il n'y a eu aucune rupture de contrat entre Minardi et Brunner car celui-ci avait démissionné de son poste avant de les rejoindre,,.
Fin mai, Toyota annonce que les douleurs dorsales de Mika Salo sont résorbées et qu'il est prêt à reprendre la piste,. Alors que Salo s'est rendu à l'usine de Cologne pour faire modifier son siège baquet après des évolutions du cockpit de la TF101, c'est finalement Allan McNish qui mène les essais au Circuit Paul-Ricard, au volant d'une monoplace modifiée au niveau de son moteur V10, de son système de refroidissement, de son châssis et de ses pneumatiques. L'Écossais effectue de longs relais et boucle 200 tours de circuit en quatre jours. Il estime que les améliorations ont permis de rendre la monoplace « plus stable et plus facile à conduire »,.
Néanmoins, les préparatifs de Toyota pour son entrée en Formule 1 semblent plus difficiles que prévu : la construction du siège de l'écurie, à Cologne, a pris du retard puisque les salles de réunion et de conférence ainsi que la salle de restauration du personnel ne sont pas achevées. À terme, le site doit passer de 18 000 m2 à 31 000 m2. De plus, Jean-Claude Martens, qui a conçu la TF101, a quitté l'écurie ; ce départ serait lié aux performances de la monoplace d'essais qui ne donnent pas satisfaction aux dirigeants de Toyota. En effet, si la TF101 est fiable, elle s'avère peu rapide, raison pour laquelle la firme japonaise ne communique jamais les temps au tour de sa voiture. Brunner doit donc concevoir une toute nouvelle monoplace pour 2002 tandis que les tests avec la TF101 continuent. Mika Salo se montre préoccupé par les ambitions de Toyota qui a pour objectif de marquer des points et d'obtenir des victoires à l'horizon 2004 alors qu'il espère des résultats dès la première saison.

#### Premier essai à Imola sous la direction de Gustav Brunner
Début juin, Allan McNish se rend sur le circuit d'Imola où se dispute le Grand Prix de Saint-Marin, pour mener trois jours de tests. Lors de ces premiers essais sur un circuit visité par le championnat du monde de Formule 1, l'Écossais parcourt 136 tours pour rassembler des données sur la TF101. McNish réalise cependant des temps au tour lents car il y a très peu de gomme sur la piste. Gustav Brunner, qui découvre pour la première fois la TF101 en piste, estime toutefois cette session d'essais « très positive et encourageante » pour la suite de la préparation de Toyota,.
Le directeur technique de Toyota déclare que, malgré ses performances modestes, la TF101 « est une voiture conçue en peu de temps pour être utilisée comme voiture d'essai » et qu'elle remplit bien son rôle d'autant que les ingénieurs à l'origine de ce châssis sont davantage habitués à développer des voitures d'endurance. En revanche, Brunner considère que son équipe est logistiquement mal préparée : Toyota utilise en effet trois garages pour mener ces essais alors qu'elle est amenée, en 2002, à occuper le dernier garage de la voie des stands, généralement le moins spacieux. Il envisage d'installer une voiture mulet au milieu du garage afin d'apprendre à travailler dans un espace réduit. Sa préoccupation lors de cette saison de préparation n'est pas de développer la meilleure monoplace mais d'apprendre à son équipe les spécificités de la Formule 1 : « Je dis toujours que le pire jour est le meilleur pour l'équipe parce que nous sommes vraiment là pour nous entraîner, pour former l'équipe, pour former les mécaniciens. Si cela fonctionne trop bien, alors ce n'est pas un bon entraînement. Nous devons avoir des problèmes afin que les garçons restent toujours sur leurs gardes. Ils doivent apprendre à changer un moteur rapidement ou à détecter un problème électronique. Nous ne testons pas les performances de la voiture, nous testons le moteur, les systèmes électroniques mais nous testons également notre équipe. Les mécaniciens, les ingénieurs, le système de télémétrie, les pneus, tout est nouveau ! Je pense qu'un test est meilleur s'il y a des petits problèmes,. »

#### Des essais perturbés à Monza

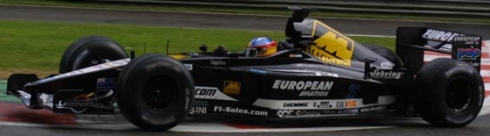
À Monza, la Toyota TF101 est deux secondes plus lente que la Minardi PS01 d'Alex Young, la monoplace la moins véloce du plateau (ici, la PS01 de Fernando Alonso).

Du 11 au 13 juin, Toyota effectue une nouvelle session d'essais sur le circuit de Monza, théâtre du Grand Prix d'Italie. Lors des premières journées, Allan McNish parcourt 23 tours avant qu'un problème de boîte de vitesses ne mette fin aux essais. La troisième journée, Mika Salo prend le volant de la TF101, pour la première fois depuis fin mars, et effectue 25 tours. Au total, 76 tours sont effectués et le meilleur temps est réalisé par Salo, en 1 min 29 s 136, une demi-seconde plus rapide que le meilleur temps de McNish. Les deux pilotes, bien que satisfaits des performances de la voiture, regrettent de n'avoir pas pu effectuer beaucoup de kilomètres avec la voiture et se plaignent d'une piste très sale qui a fortement réduit l'adhérence de la monoplace,,. À titre de comparaison, la performance de Toyota est près de 4,5 secondes plus lente que le meilleur tour effectué à Monza quelques jours plus tôt par la Williams FW23 de Juan Pablo Montoya, qui améliore ce temps de plus de 2 secondes lors des qualifications du Grand Prix d'Italie, organisé en septembre. Lors de cette épreuve, la TF101 aurait été plus lente de deux secondes que la Minardi PS01 d'Alex Yoong, vingt-deuxième et dernier qualifié, et au-delà des 107 % de la pole position, fixé à 1 min 27 s 971, synonyme de non-qualification pour la course,.
Peu après ces essais en Italie, Toyota annonce que Panasonic, entreprise japonaise spécialisée dans l'électronique grand public, devient le commanditaire principal de l'écurie, afin de lancer une grande campagne publicitaire sur le marché européen. Ce partenariat, d'une durée de cinq ans, comprend une collaboration technologique de la part de Panasonic dont le logo doit apparaître sur les flancs et l'aileron arrière de la TF101, qui conserve une livrée majoritairement rouge. Ainsi, Panasonic doit fournir du matériel audiovisuel et des batteries hybrides pour la monoplace. Enfin, l'écurie doit s'engager en 2002 sous la dénomination commerciale Panasonic Toyota Racing,.
Fin juin, Mika Salo mène deux jours d'essais sur le circuit Paul-Ricard afin de tester le système de refroidissement et la cartographie du moteur Toyota. Le Finlandais boucle 150 tours, soit environ 500 kilomètres, et déclare que les modifications apportées à la TF101, qui « progresse rapidement, portent leurs fruits ». Il affirme également que le moteur RVX-01 qui a connu quelques problèmes à Monza, est désormais meilleur et que la voiture se comporte de mieux en mieux,.

### L'introduction d'une deuxième monoplace lors des sessions d'essais

#### Essais aérodynamiques à Barcelone

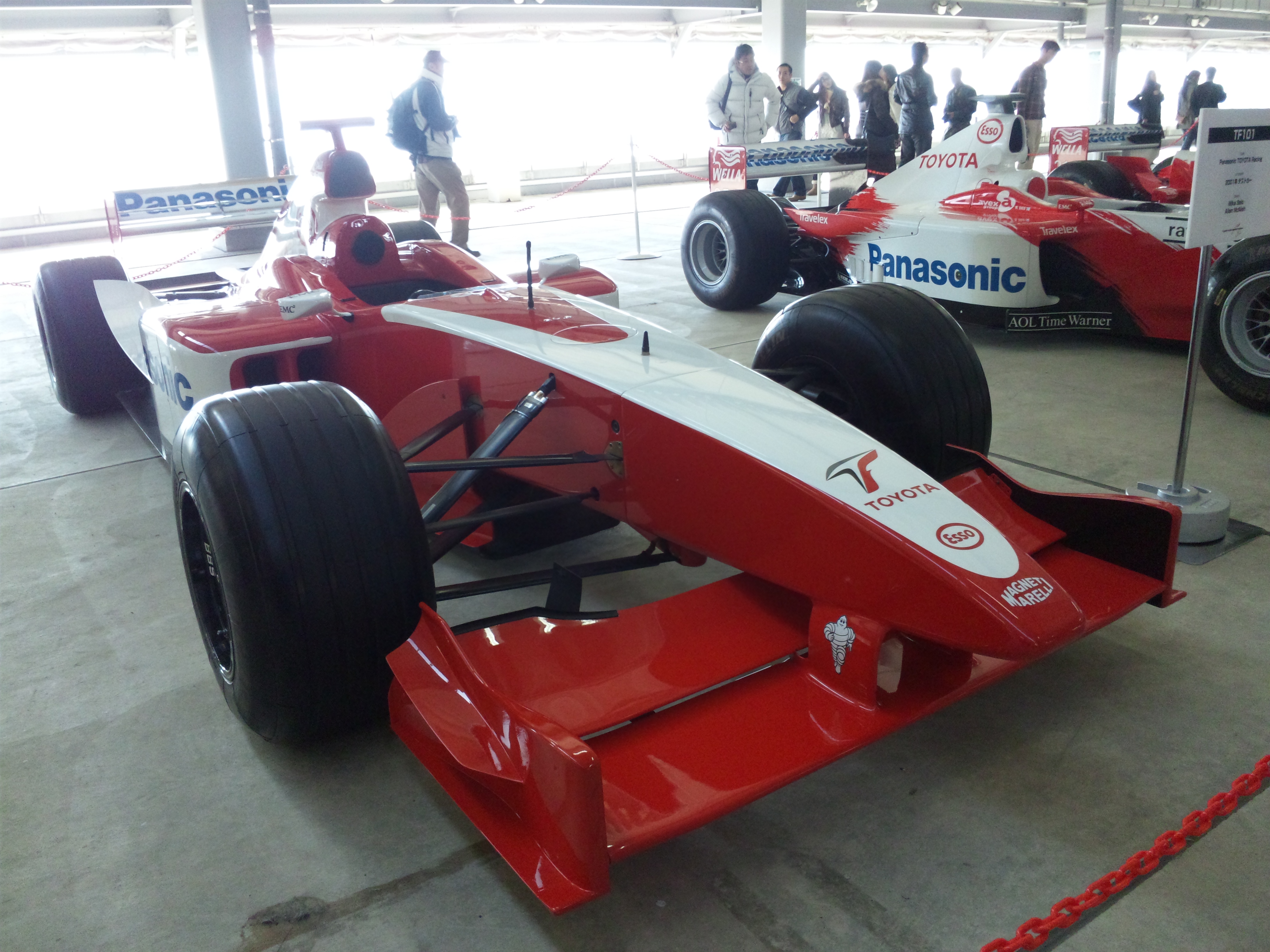
À partir des essais de Barcelone, Mika Salo et Allan McNish testent simultanément la TF101, avec l'introduction en piste d'un deuxième exemplaire.

Fin juin, de nombreuses rumeurs affirment que l'Allemand Heinz-Harald Frentzen, vice-champion du monde 1997 et présent en Formule 1 depuis 1994, quitterait Jordan Grand Prix pour Toyota en 2002, menaçant ainsi Salo et McNish. Alors que Frentzen dément rapidement, il est limogé de l'écurie irlandaise après le Grand Prix de Grande-Bretagne, fin juillet, en raison de ses mauvaises performances, ce qui alimente à nouveau les rumeurs d'une titularisation de Frentzen chez Toyota, notamment pour remplacer Allan McNish, qui n'a aucune expérience en Grand Prix alors que l'Allemand en a remporté trois au cours de sa carrière. Frentzen et Toyota doivent chacun démentir avoir pris contact avec l'autre partie et Andersson affirme que le duo de pilotes d'essais devrait, en théorie, être titularisé en 2002,.
Peu avant la mi-juillet, Toyota essaie, pour la première fois, deux exemplaires de la TF101 sur le circuit de Barcelone, durant trois jours, pour tester les pneumatiques, l'électronique et un nouvel ensemble aérodynamique afin d'améliorer l'appui de la monoplace et de recueillir des données sur un circuit espagnol présent au calendrier du championnat du monde. Cette piste est régulièrement utilisée par les autres écuries dans le cadre d'essais privés et est réputée pour son exigence envers l'aérodynamique des monoplaces de Formule 1. Le meilleur tour est réalisé par Mika Salo, en 1 min 23 s 970, qui a totalisé 135 boucles tandis qu'Allan McNish a tourné en 1 min 24 s 400 et parcouru 92 tours. Ces temps auraient classé les Toyota aux dernières places des qualifications du Grand Prix d'Espagne, qui s'est tenu deux mois plus tôt, avec un retard d'une seconde et demi sur la Minardi PS01 de Tarso Marques, dernier qualifié à près de six secondes de la pole position de Michael Schumacher avec la Ferrari F2001. Au-delà de la barre des 107 % fixée à 1 min 23 s 675, les TF101 n'auraient, encore une fois, pas pu prendre part à la course,.

#### Premiers essais sous la pluie à Magny-Cours
Dès la fin des essais sur le circuit catalan, Toyota se rend sur le circuit de Nevers Magny-Cours où les mauvaises conditions climatiques contraignent les pilotes à tester les pneus pluie, l'électronique et les réglages de la TF101 prévus pour ce type de météo. En trois jours, McNish et Salo, ne pouvant pas effectuer le programme d'essais prévus à cause de la pluie, ne bouclent que 150 tours, McNish faisant forte impression pour ses premiers tours de roue sous la pluie en réalisant le meilleur temps en 1 min 19 s 16, une seconde plus rapide que le Finlandais.

#### Différends entre Toyota et les autres écuries au sujet des essais automnaux
Dans le même temps, Toyota fait savoir aux autres écuries de Formule 1 qu'elle ne compte pas respecter l'accord selon lequel les équipes ne doivent pas mener d'essais privés pendant les dix semaines suivant la fin de saison (entre le 15 octobre et le 1er janvier 2002). Toyota argue que cette règle ne la concerne pas puisqu'elle ne doit intégrer le championnat du monde de Formule 1 qu'en 2002. Or, le plateau estime que si tel est le cas, Toyota ne doit entrer en compétition qu'en 2003 puisque la date limite d'inscription au championnat est fixé au 11 novembre ; si Toyota insiste pour mener des essais pendant l'intersaison, une menace de modifier les Accords Concorde pour n'autoriser la participation au championnat qu'à onze équipes (et donc bannir Toyota) est lancée. Cette décision nécessite toutefois l'unanimité des équipes de Formule 1 : en cas de divergence, il est craint que d'autres écuries décident de mener des essais durant l'automne,,.
Le plateau demande également à la Fédération internationale de l'automobile de faire pression sur le constructeur japonais pour qu'il abandonne ses projets d'essais d'automne. Si Max Mosley, son président, et Bernie Ecclestone, le directeur des droits commerciaux de la Formule 1, très favorables à l'arrivée de Toyota, n'agissent pas dans l'immédiat, la FIA se range rapidement du côté des écuries en demandant à Toyota de respecter le règlement. Cette animosité des écuries vis-à-vis de Toyota font dire à Ove Andersson, son patron, que le constructeur japonais ne serait pas la « bienvenue en Formule 1 : les autres équipes ne veulent pas que [nous fassions] partie de leur groupe ». En effet, Toyota est en froid avec Minardi depuis le départ de Gustav Brunner (même si Toyota a finalement dédommagé financièrement l'écurie italienne) et Andersson a reçu un accueil glacial dans le paddock au Grand Prix d'Australie en mars, les patrons d'écurie craignant que celui-ci vienne débaucher du personnel,.
Pour autant, l'arrivée de Toyota suscite une certaine indifférence de la part des acteurs de la discipline : si elle est parfois jugée comme un constructeur parmi d'autres qui souhaitent s'engager pour un temps en Formule 1, Ron Dennis, le patron de McLaren Racing estime que la volonté de Toyota de contourner l'interdiction d'essais automnaux « montre un manque flagrant de fair-play, indigne de la compétition loyale mais féroce » que doit représenter la Formule 1 mais selon lui, cela ne représente pas d'importance, puisque le constructeur japonais n'est pas considéré comme un rival sérieux par l'écurie britannique,.
À la fin du mois de juillet, Jock Clear, l'ingénieur de course de Jacques Villeneuve, dénonce les performances de son écurie, British American Racing, affirmant qu'elle gâche le « talent naturel » du champion du monde 1997. Clear et Villeneuve pourraient alors rejoindre Toyota F1 Team en 2002, d'autant plus que le Canadien a déclaré que la troisième place au championnat du monde des constructeurs est un « minimum acceptable » pour rester chez BAR qui ne pointe alors qu'à la sixième place. Si les observateurs voient d'un bon œil l'éventualité d'un recrutement de Villeneuve par Toyota, cela reste très peu probable : le Canadien est un actionnaire de BAR qui lui offre le deuxième meilleur salaire du plateau, derrière Michael Schumacher ; de plus, l'écurie britannique est dirigée par son manager Craig Pollock,.

#### Inquiétudes de Mika Salo au sujet des ambitions de Toyota à Silverstone

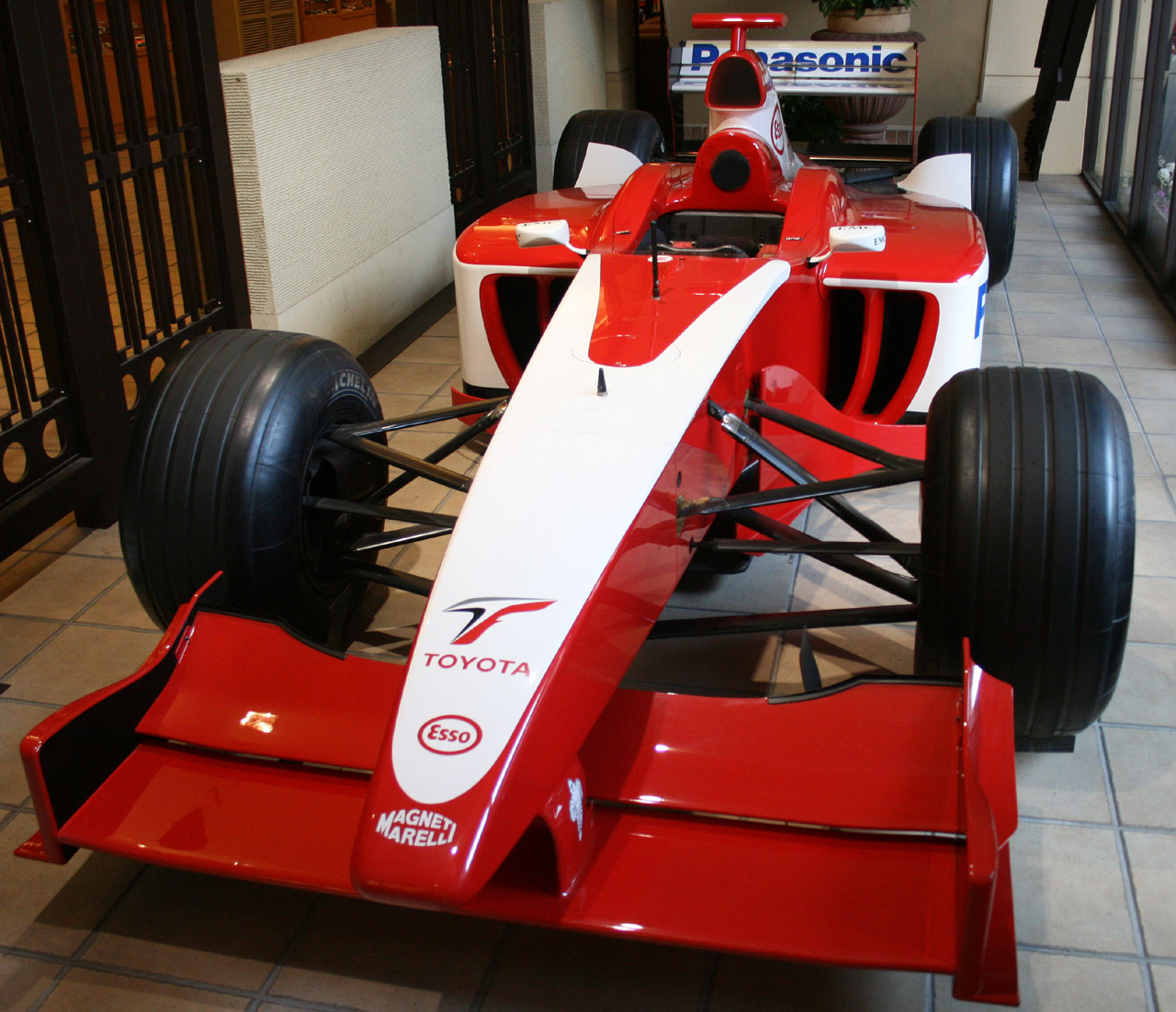
Les performances de la TF101 et les ambitions de Toyota inquiètent Mika Salo, qui espère marquer des points dès 2002 avec l'écurie japonaise.

Au début du mois d'août, Toyota se rend en Grande-Bretagne sur le circuit de Silverstone pour y mener trois jours d'essais, alors que les autres écuries participant au championnat n'ont pas le droit d'effectuer des essais privés dans le cadre des congés d'été. L'écurie japonaise met un terme à cette session de tests après seulement deux journées, en raison d'une défaillance de la direction assistée. L'écurie préfère arrêter le travail afin de réparer la TF101 en vue d'une nouvelle session d'essais prévue en Belgique une semaine plus tard. Durant ces tests, l'équipe s'est notamment entraînée à des arrêts aux stands pour gagner en rapidité dans cet exercice. Allan McNish et Mika Salo ont effectué 80 tours du circuit anglais, l'Écossais battant son équipier de 0,27 seconde en effectuant un meilleur temps en 1 min 31 s 640. Finalement, McNish améliore ce temps, en 1 min 29 s 960, à neuf secondes de la pole position de Michael Schumacher au Grand Prix de Grande-Bretagne un mois plus tôt, et à plus de trois secondes de Fernando Alonso, dernier qualifié, alors que la barre des 107 % a été fixée à 1 min 26 s 506,,,,.
Juste après ces essais, Mika Salo exprime son insatisfaction et ses inquiétudes au sujet de la préparation du constructeur pour qui « les petites choses prennent trop de temps. Non seulement la voiture n'évolue pas assez vite » mais l'équipe de course a peu progressé depuis le début du programme en mars puisqu'elle est notamment composée d'un personnel sans expérience en Formule 1. Le Finlandais précise que les problèmes de la TF101 résident principalement au niveau du châssis, de l'électronique et de la direction assistée mais que « le moteur est excellent », un avis que partage McNish. De plus Salo, qui espère marquer des points dès 2002, juge que Toyota F1 Team a des ambitions trop mesurées en n'espérant seulement se qualifier pour les Grands Prix, même s'il admet que l'objectif de se battre à l'avant du peloton ne pourrait être réalisable qu'à partir de 2002,,,. Allan McNish se montre plus mesuré et estime que cette année de préparation doit permettre à l'équipe de connaître le monde de la Formule 1 et le potentiel de la voiture qui, selon lui, « ne devrait pas occuper les premiers rangs à Melbourne », lors du Grand Prix inaugural, en 2002.

### Un programme d'essais intensif mené à l'été2001

#### Spa-Francorchamps: Toyota résout les problèmes rencontrés lors des précédents tests
À la mi-août, McNish et Salo effectuent trois jours d'essais en Belgique, sur le circuit de Spa-Francorchamps. Lors de ces tests, l'équipe résout les problèmes rencontrés à Silverstone et les pilotes-essayeurs se penchent sur l'aérodynamisme et l'antipatinage de la TF101. Ainsi, Salo boucle 105 tours, réalisant son meilleur temps en 1 min 52 s 000, battant McNish, qui a parcouru 72 tours de circuit, de 1,6 seconde. Les deux équipiers semblent, pour la première fois, très satisfaits de leurs essais qu'ils ont jugé « très productifs et encourageants ». Les temps de la TF101 restent pourtant à cinq secondes des meilleures performances établies aux essais libres du Grand Prix de Belgique qui se tient au début du mois de septembre, mais la monoplace semble désormais pouvoir faire jeu égal avec les équipes de fond de grille comme Minardi et Arrows.
Ces essais provoquent néanmoins le courroux du manufacturier Bridgestone qui conteste le fait que l'écurie japonaise, fournie en pneumatiques par Michelin, soit autorisée à faire des tests sur un circuit accueillant prochainement un Grand Prix de Formule 1 et recueille des données pour le manufacturier français qui fournit d'autres écuries du plateau. De plus, cela permettrait également à Toyota de recueillir des données pour 2002, ce qui est perçu comme inéquitable par Bridgestone : en effet, la réglementation de la FIA stipule que les écuries ne peuvent pas effectuer d'essais sur un circuit qui accueille une manche du championnat dans les trois semaines. Toyota, ne faisant pas partie des équipes engagées en 2001, bénéficie néanmoins d'une dérogation, d'autant plus qu'Ove Andersson déclare que Michelin fournit des pneumatiques spécifiquement dédiés aux essais privés qui ne sont pas utilisés lors des Grands Prix.

#### Des progrès sensibles enregistrés sur le Nürburgring
Une semaine après la session de Spa-Francorchamps, la TF101 est testée, pendant deux jours, sur le circuit allemand du Nürburgring, théâtre du Grand Prix d'Europe deux mois auparavant. McNish et Salo sont chargés d'approfondir l'étude de l'antipatinage débutée en Belgique et de s'entraîner aux départs arrêtés, aux arrêts aux stands, et d'accumuler des kilomètres. Le Finlandais effectue 181 tours, son meilleur en 1 min 19 s 61, tandis que son équipier boucle 142 tours, son meilleur étant établi en 1 min 20 s 02. Ces temps sont toujours cinq secondes plus lents que la pole position de Michael Schumacher en juin, et à une seconde de la Minardi PS02 de Tarso Marques ; ils auraient permis, pour la première fois, aux deux pilotes Toyota de se qualifier, de justesse, pour la course. Pour Ange Pasquali, le directeur de l'écurie japonaise, « l'esprit d'équipe grandit et tout le monde travaille bien ensemble », ce qui a permis à Toyota de progresser,. Ove Andersson projette alors de fournir une deuxième équipe en moteurs Toyota dès 2003.

#### Essai d'une nouvelle spécification moteur au Hungaroring

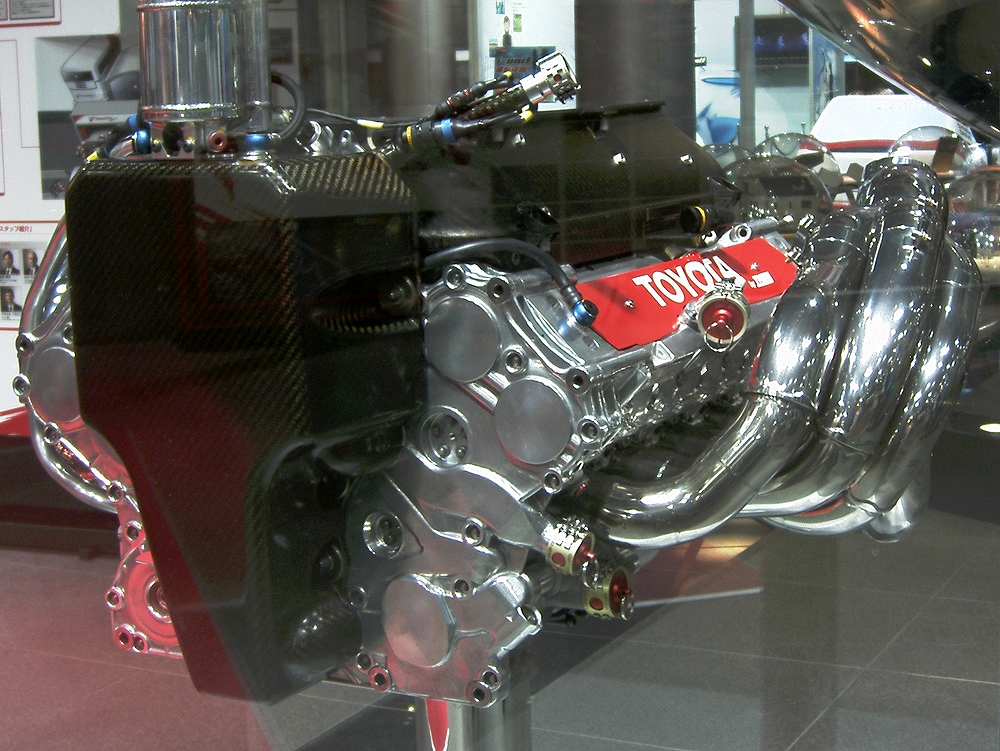
En Hongrie, Toyota éprouve une nouvelle amélioration de son moteur V10, le RVX-01.

Au début du mois de septembre, Toyota F1 Team poursuit son programme en Hongrie, sur le Hungaroring, afin de tester, entre autres, une nouvelle spécification du moteur V10 RVX-01. Pour la première fois, tous les systèmes du moteur ont été testés simultanément : l'électronique, l'aide au démarrage, l'antipatinage et les différentes cartographies moteur. De plus, Mika Salo a été chargé de travailler sur la boite de vitesses de la TF101. Au terme de trois journées d'essais, dont deux menées sous la pluie, les deux pilotes de l'écurie japonaise ont totalisé plus de 400 tours (235 pour Salo, 181 pour Allan McNish), le Finlandais ayant réalisé le meilleur temps en 1 min 20 s 64, soit deux centièmes de mieux que son équipier. Néanmoins, la TF101 rend encore six secondes à la Ferrari F2001 de Michael Schumacher, auteur de la pole position lors du Grand Prix de Hongrie disputé quatre semaines auparavant, et une seconde et demi à la Minardi PS02 de Tarso Marques, dernier qualifié, la barre des 107 % étant fixée à 1 min 19 s 139. Si la TF101 reste encore très lente, McNish estime que la nouvelle spécification du moteur Toyota représente « une nette amélioration », tandis que Salo juge que ces essais ont permis à l'équipe japonaise de « faire un pas en avant »,,,.

#### Une simulation de course effectuée en Autriche
La semaine suivant les tests en Hongrie, l'équipe se rend en Autriche sur l'A1-Ring pour une simulation de Grand Prix. Les deux pilotes participent à une séance de qualification fictive pendant une heure, lors de laquelle Mika Salo réalise le meilleur temps en 1 min 12 s 741, à 3,2 secondes de la pole position de Schumacher au Grand Prix d'Autriche, disputé en mai. Cette performance lui aurait permis de s'élancer depuis la vingtième place sur la grille, battant la Benetton B201 de Jenson Button et la Minardi PS02 de Tarso Marques de sept dixièmes de seconde. Lors de la dernière journée, après avoir pris part à une séance d'échauffement fictive, les deux TF101 effectuent une simulation de course, prévue sur 71 tours. Après 33 boucles, McNish abandonne en raison d'un problème de pression de carburant tandis que Salo met fin à sa séance après 50 tours en raison d'un problème d'échappement. Pour les deux pilotes, cette session d'essais autrichienne a été « très positive », Salo estimant que « les simulations de course sont un bon exercice, ».

### Les derniers essais de la TF101 en Asie

#### Des essais consacrés à la motorisation à Sepang
Entretemps, Bernie Ecclestone propose à Toyota un compromis concernant l'interdiction des essais imposée entre 15 octobre et le 1er janvier, en acceptant que l'écurie japonaise mène ses essais jusqu'au 15 novembre, date limite du dépôt des inscriptions au championnat du monde 2002. L'écurie japonaise accepte cette proposition et, en échange, peut désormais effectuer ses essais sur n'importe quel circuit, y compris hors du continent européen,,.
Dans le même temps, Toyota étaye son programme de jeunes pilotes en recrutant le Suédois Richard Goransson, troisième du championnat de Grande-Bretagne de Formule Ford.
Toyota achève ses essais par deux sessions organisées en Asie, l'une en Malaisie et l'autre au Japon, ce qui contrevient à l'accord passé entre les écuries de Formule 1 selon lequel il n'est pas possible de mener des essais privés hors d'Europe. Or, celles-ci ont accordé leur consentement à l'équipe japonaise, qui n'est pas considérée comme une rivale compétitive pour 2002. Début octobre, Toyota se rend sur le circuit international de Sepang pour tester, durant trois jours, la cartographie moteur et l'antipatinage, pour collecter des données sur le tracé malais et apprendre à gérer la logistique sur les circuits extra-européens. Lors des deux premières journées, McNish, qui découvre le circuit, boucle 98 tours en roulant essentiellement avec des pneumatiques usés, effectuant son meilleur temps en 1 min 43 s 07 alors que Mika Salo, qui a approfondi le travail de McNish sur les réglages du moteur lors de la dernière journée d'essai, a parcouru 56 tours et réalisé le meilleur temps en 1 min 42 s 59, à sept secondes de la pole position de Schumacher au Grand Prix de Malaisie, organisé en mars, et à quatre dixièmes de la barre des 107 %,.
Dès son retour de Malaisie, Allan McNish mène quatre journées d'essais sur le circuit Paul-Ricard dont le tracé a été modifié à la suite des travaux menés par son propriétaire, Bernie Ecclestone, depuis la dernière session d'essais de l'écurie japonaise sur cette piste. Le Britannique effectue de longs relais et parcourt 200 boucles de circuit lors desquels il effectue des tests de freinage et d'arrêts aux stands,.

#### Derniers tours de roues à Suzuka

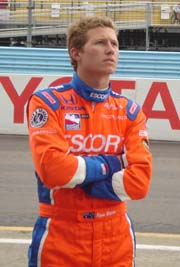
Ryan Briscoe (ici en 2006), qui fait partie du programme des jeunes pilotes de Toyota, est le dernier à conduire la TF101.

En marge des essais menés au Japon du 22 au 24 octobre, le directeur sportif de Toyota, Ange Pasquali annonce la titularisation d'Allan McNish pour la saison 2002. Pasquali, qui admet avoir d'abord douté de la capacité du Britannique à mener des essais en Formule 1, est finalement satisfait de la vitesse de pointe et des retours techniques de son pilote, considéré par Tsutomu Tomita, le directeur général de la maison-mère, comme ayant un « potentiel de développement exceptionnel »,.
Durant ces derniers essais sur le circuit de Suzuka, Toyota poursuit le travail entamé à Sepang sur la cartographie moteur et l'antipatinage. Lors des deux premières journées, Mika Salo effectue 105 tours et réalise son meilleur temps en 1 min 38 s 02, à plus de six secondes de la pole position de Schumacher au Grand Prix du Japon deux semaines plus tôt. Néanmoins, le Finlandais aurait occupé la vingt-deuxième et dernière position sur la grille de départ. Le troisième jour, McNish parcourt 52 tours, avec un meilleur temps en 1 min 38 s 89 mais ses essais sont interrompus par un problème hydraulique et de pression d'essence,,,.
La TF101 fait une dernière apparition en piste le 12 novembre, sur le circuit Paul-Ricard où elle est confiée à Ryan Briscoe, champion d'Italie de Formule Renault, qui fait partie du programme de jeunes pilotes de Toyota et qui convoite (et obtiendra) le poste de pilote-essayeur pour 2002,. La TF101 a parcouru, sur onze des seize pistes du championnat du monde un total de 20 967 kilomètres durant cette année de préparation, l'équivalent de plus de 3 000 tours de circuit,,. Désormais exposée dans le hall de l'usine de Toyota Motorsport GmbH à Cologne et participant régulièrement à plusieurs expositions d'anciennes voitures de course au Japon, elle est remplacée par la Toyota TF102, présentée au public le 17 novembre, et destinée à participer à la saison 2002 de Formule 1,,,. Le budget alloué à l'écurie pour sa première saison est de 250 millions de dollars, l'équivalent de celui de la Scuderia Ferrari.